# Museu Nacional da Cultura Afro-Brasileira
O Museu Nacional da Cultura Afro-Brasileira (MUNCAB) é um museu localizado em Salvador, município capital do estado brasileiro da Bahia. É um importante centro de preservação, produção e difusão da cultura afro-brasileira e diaspórica nas Américas. Foi inaugurado em 19 de novembro de 2009, fechado em 2020 e reaberto em 2023. Tem um papel fundamental no diálogo e intercâmbio entre países africanos e o Brasil.